# Vene dorsale metacarpiene
Venele digitale dorsale din laturile adiacente ale degetelor, se unesc pentru a forma trei vene dorsale metacarpiene, care se termină în rețeaua venoasă dorsală a mâinii, opusă cu mijlocului metacarpianului.
Acestea sunt locurile ideale pentru canulația venoasă periferică, deoarece tind să fie vene proeminente, care sunt ușor accesibile și nu se află peste un punct de flexie - deci nu sunt prea incomode pentru pacient.

## Vezi și
- rețeaua venoasă dorsală a mâinii